# Contrammiraglio
Pour les articles homonymes, voir Contre-amiral.
Contrammiraglio en français : « contre-amiral » est un grade militaire italien, utilisé par la Marina militare.

## Description
Il s'agit d'un grade d'officier général, noté OF-6 selon les équivalences de l'OTAN. Il est le supérieur du capitano di vascello et le subordonné de l' ammiraglio di divisione.